# Servicio de Trenes Regionales Terra
Servicio de Trenes Regionales Terra S.A., también llamada Trenes Regionales, era una sociedad anónima chilena, filial de la Empresa de los Ferrocarriles del Estado (EFE). Controló los servicios ferroviarios llamados TerraSur (que conecta Santiago con Chillán), y el Buscarril Talca-Constitución hasta diciembre de 2011, y desde el 1 de enero de 2012 todos sus servicios, personal y activos pasaron a ser tomados y operados por Trenes Metropolitanos S.A. (actualmente conocida como EFE Central).
Hasta 2009 se llamó Ferrocarriles del Sur S.A.